# Твейтс, Джордж Генри Кендрик
Джордж Генри Кендрик Твейтс (англ. George Henry Kendrick Thwaites; 9 июля 1812 — 11 сентября 1882) — английский ботаник, энтомолог, миколог, бриолог и альголог.

## Краткая биография
Джордж Твейтс родился в городе Бристоле в Англии. Учился ботанике, интересовался водорослями и тайнобрачными растениями. Получил известность благодаря доказательствам принадлежности диатомей к водорослям, а не к животным, как считалось ранее. В 1847 году стал профессором факультета фармации и медицины. В 1849 году, после смерти Джорджа Гарднера, стал заведующим Пераденийского ботанического сада в Шри-Ланке, с 1857 по 1880 работал его директором. 1 июня 1865 года Твейтс был избран в Лондонское королевское общество.

## Роды растений и грибов, названные в честь Дж. Твейтса
- Kendrickia Hook.f., 1867
- Thwaitesia Mont., 1845 [syn.  Zygnema C.Agardh, 1817, nom. cons.]
- Thwaitesiella Massee, 1892 [syn.  Lopharia Kalchbr. & MacOwan 1881]